# Uwe Tellkamp

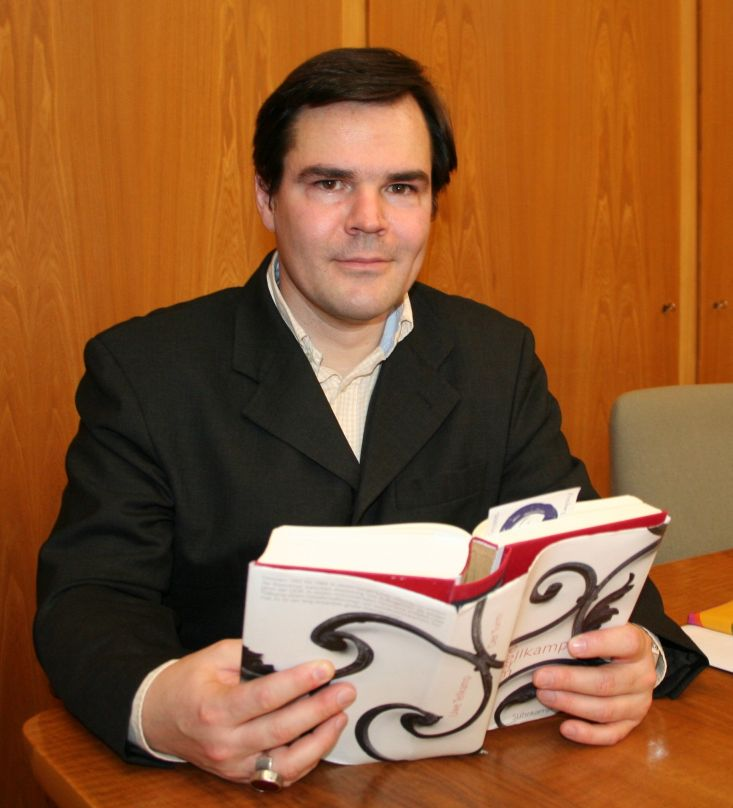
Uwe Tellkamp (2009)

Uwe Tellkamp (* 28. Oktober 1968 in Dresden) ist ein deutscher Schriftsteller. Sein bekanntester Roman Der Turm (2008) handelt von den letzten sieben Jahren der DDR bis zur Wende aus Sicht des Bildungsbürgertums in einem Dresdner Villenviertel. Er wurde als Wenderoman eingeordnet und mit mehreren Preisen ausgezeichnet, insbesondere mit dem Deutschen Buchpreis 2008.

## Leben

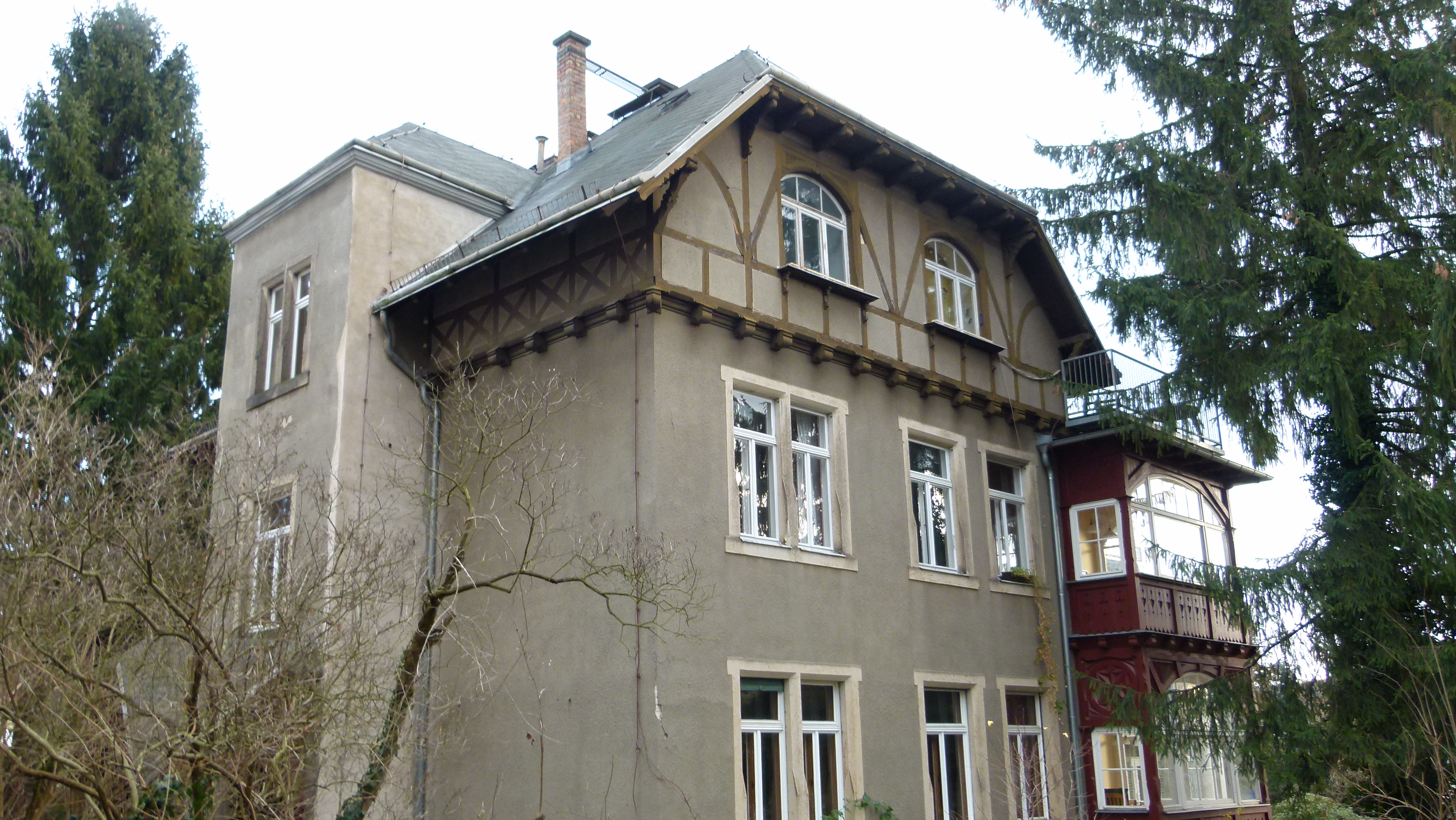
Haus in der Oskar-Pletsch-Straße 10, gegenüber Tellkamps Geburtshaus (Foto: 2011)

Uwe Tellkamp wuchs als Sohn eines Arztes im Dresdner Villenstadtteil Weißer Hirsch in der Oskar-Pletsch-Straße 11 auf. Um sein geplantes Medizinstudium abzusichern, verpflichtete er sich nach dem Abitur 1987 zu einem dreijährigen Dienst als Unteroffizier auf Zeit in der NVA. Seine Tätigkeit dort bezeichnete er später als „Panzerkommandant“. Schon vor dem Oktober 1989 wurde Tellkamp wegen „politischer Diversantentätigkeit“ auffällig, da er Texte von West-Autoren und Wolf Biermann bei sich führte. Trotzdem blieb Tellkamp bis zum Oktober 1989 NVA-Unteroffizier.
Weil seine Einheit angeblich gegen Oppositionelle, unter denen Tellkamp seinen Bruder vermutete, ausrücken sollte, habe er den entsprechenden Befehl verweigert. Den Vorgang beschreibt Tellkamp in einem Interview folgendermaßen:
„Das Ganze hing zusammen mit der Ausreisebedingung über Prag, wo die deutsche Botschaft besetzt wurde. Als Genscher an den Balkon trat und sagte, sie können ausreisen, wurden die Züge von dort über Dresden in die Bundesrepublik geleitet. […] Sehr, sehr viele Menschen sind dann raus zum Bahnhof und haben versucht, sich an die Züge ranzuhängen, um rauszukommen und zu flüchten. Das ist die Vorgeschichte. Die Kaserne, in der ich war, hatte dann am 5. Oktober den Einsatzbefehl, gegen die aus dieser Anarchie hervorgegangene Gruppe 20, eine Oppositionsbewegung, vorzugehen.“
Tellkamp sei für zwei Wochen inhaftiert gewesen und danach beurlaubt worden. Es folgten 1989 Tätigkeiten als Gehilfe auf einem Braunkohleförderbagger und Hilfsdreher in einem Lichtmaschinenwerk sowie 1990 die Arbeit als Hilfspfleger auf einer Intensivstation in Dresden.
Sein Studium der Medizin absolvierte er nach der deutschen Wiedervereinigung an der Universität Leipzig, in New York und Dresden. Nach seinem akademischen Abschluss arbeitete er als Arzt an einer unfallchirurgischen Klinik in München, gab aber den Beruf 2004 zugunsten seiner Schriftstellerkarriere auf.
In einem Interview 2004 gab Tellkamp an, er habe seine Berufung zum Schriftsteller am 16. Oktober 1985 um 15:30 Uhr entdeckt: An jenem Tag habe er in seinem heimischen Garten die Schönheit roter Rosen wahrgenommen und den Wunsch verspürt, dieses Bild in Versen auszudrücken. Nach einer Stunde habe er den Text in Prosa formuliert.
Tellkamps erster satirischer Text wurde 1987 im Magazin Eulenspiegel veröffentlicht. Seinen ersten öffentlichen Auftritt als Schriftsteller hatte er 1992 in Dresden.
Tellkamp ist Vater zweier Töchter und eines Sohnes. Er lebte zeitweise in München, Karlsruhe und Freiburg im Breisgau. Seinen Hauptwohnsitz hat er seit 2009 wieder im Dresdner Stadtteil Weißer Hirsch.

## Werke

### Veröffentlichte Werke
Tellkamp veröffentlichte zahlreiche Beiträge in Literaturzeitschriften (u. a. Akzente, comma, du, EDIT, entwürfe, Lose Blätter, ndl, Schreibheft und Sprache im technischen Zeitalter) sowie Anthologien. Gelegentlich verfasst er auch Essays für Zeitungen. Im Jahr 2000 erschien sein erster Roman Der Hecht, die Träume und das Portugiesische Café, der im Dresdner Hechtviertel in der Zeit nach der Wende spielt.
Im Juni 2004 trug Tellkamp in Klagenfurt einen Auszug aus seinem Roman Der Schlaf in den Uhren vor und gewann dafür den Ingeborg-Bachmann-Preis 2004. Weil sich 2008 und 2009 alle Abiturienten in Niedersachsen mit diesem Auszug im Fach Deutsch befassen mussten, rückte Tellkamp in den Rang eines Verfassers von Pflichtschullektüre auf.
2005 erschien der Roman Der Eisvogel. Im Herbst 2008 erschien der Roman Der Turm. Verlegerin Ulla Unseld-Berkéwicz vom Suhrkamp-Verlag empfahl persönlich den „große[n] Wenderoman der jüngeren Generation“. Elmar Krekeler behandelte am 13. September 2008 den Roman als „Buch der Woche“. Für den Roman erhielt Tellkamp den Deutschen Buchpreis 2008 sowie am 1. November 2009 den Literaturpreis der Konrad-Adenauer-Stiftung. Eine dramatisierte Fassung des Romans wurde am 23. September 2010 in Dresden uraufgeführt. Am 3. und 4. Oktober 2012 zeigte die ARD ihre zweiteilige Verfilmung des Romans und erreichte damit rund 7,5 Millionen Zuschauer.
Im September 2009 veröffentlichte Tellkamp ein „Gedicht in vierzig Kapiteln“ mit dem Titel Reise zur blauen Stadt, im August 2017 einen Prosaband mit dem Titel Die Carus-Sachen, der die Geschichte der Familie Hoffmann weiter erzählt und sie mit Betrachtungen über den Dresdner Arzt und Künstler Carl Gustav Carus anreichert. Die Geschichte beruht auf einem bereits 2011 von Tellkamp veröffentlichten Essay.

### Projekte

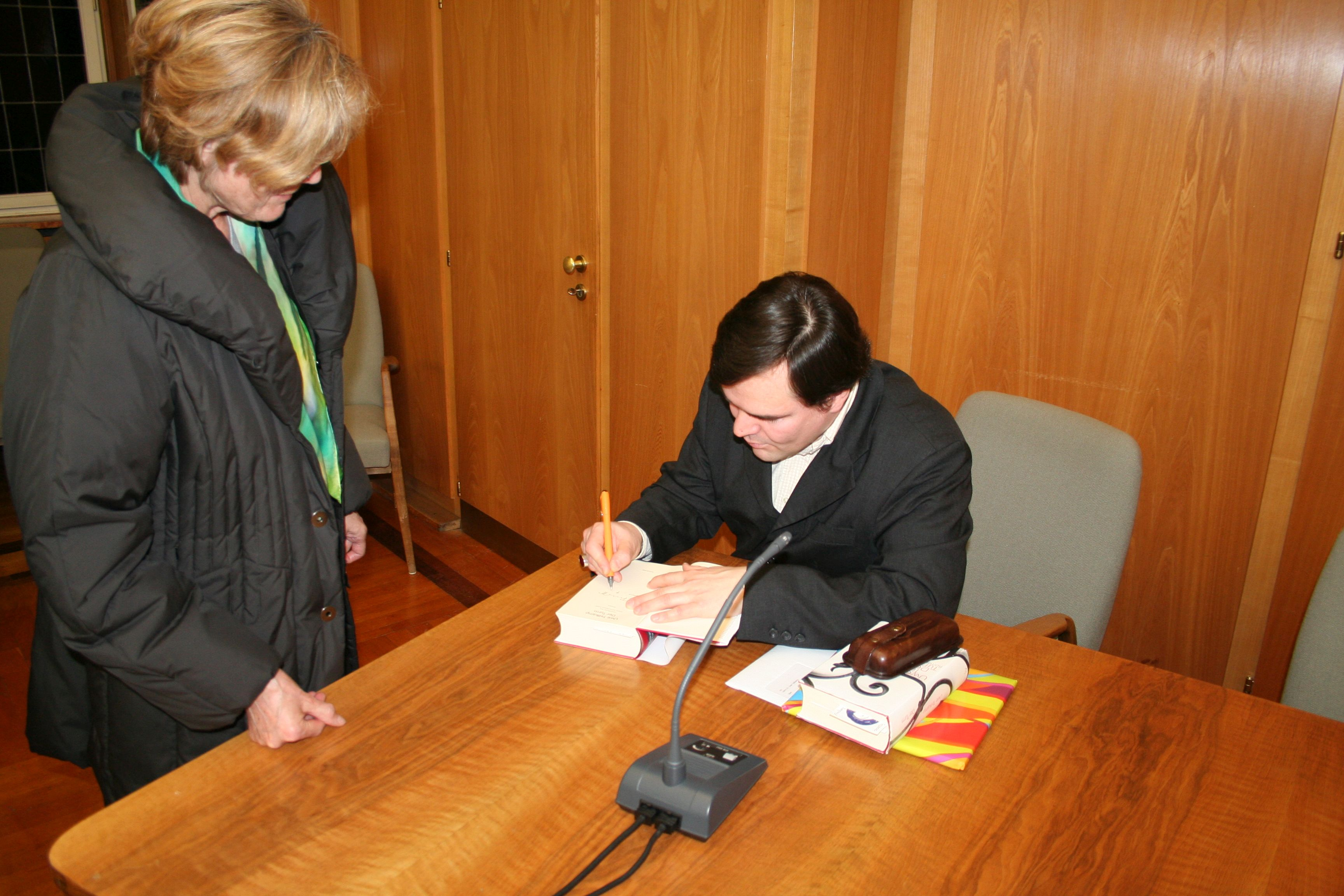
Uwe Tellkamp signierend (2009)

Die Erzählung Der Schlaf in den Uhren trägt den Untertitel „Auszug aus dem Roman Der Schlaf in den Uhren“. In einem Interview von 2005 sagte Tellkamp, er habe den Roman nach 100 abgefassten Seiten zurückgestellt und wolle ihn nach der Arbeit am Turm beenden. In einem Interview mit Volker Hage sagte er, dass der Roman Der Turm der erste Teil eines umfassenden Romanprojektes sei. Im Wesentlichen solle sich der daran anschließende Roman mit der ereignisreichen Zeit zwischen November 1989 und Oktober 1990 befassen. Der Arbeitstitel dieses Romans sollte einem Plan vom September 2012 zufolge ursprünglich Lava lauten. Im Dezember 2012 gab Tellkamp an, dass Lava nur den ersten Romanabschnitt betiteln, der ganze Roman aber wie ursprünglich geplant Der Schlaf in den Uhren heißen solle. Im Mai 2014 kündigte er an, dass er den Roman, der doch den Namen Lava tragen solle, 2015 fertigstellen wolle. Zum „Tag der deutschen Einheit“ 2014 lieferte Tellkamp als Essay ein Exposé seines neuesten Romans. Der ursprünglich auf 2020 festgesetzte neue Veröffentlichungstermin wurde auf 2021 verschoben. Uwe Tellkamp nennt als Hauptgrund für die Verzögerung, dass dem Verlag ein Roman in einem Band als zu umfangreich erschienen sei. Deshalb enthalte der Roman Lava nicht mehr die Zeit ab 2015. 2021 werde ein Buch mit dem Titel Der Schlaf in den Uhren. 1. Band: Lava – offener Roman, oder: Nachrichten aus der Chronik. erscheinen. Die Zeit ab 2015 werde in einem zweiten, Archipelago betitelten Band, behandelt. Er sei aber noch nicht fertig und werde deshalb später veröffentlicht.
Tellkamps auf drei Bände geplantes Nautilus-Projekt entwickelt sich laut Tomas Gärtner wahrscheinlich zu einem „Lebensprojekt“. In Band 1 mit dem Titel Das Aschenschiff soll es vor allem um Politik und Geschichte gehen, orientiert an der Höllenreise in Dantes Werk Die Göttliche Komödie. Band 2 (Falter) hat im Gegensatz dazu das Paradies als motivischen Mittelpunkt. Band 3 (Vineta) soll eine Reise durch Dresden, aber auch andere Städte und Stadtstaaten werden, die bis nach Utopia reicht. In dem Interview mit Volker Hage kündigte Tellkamp einen Gedichtband an, in Publikumsdiskussionen nach Lesungen im Herbst 2008 zudem einen Band über Autoren und Literatur und eine Sammlung von Porträts.
Anlässlich der Verleihung des Kulturpreises der Deutschen Freimaurer im Juni 2017 stellte Uwe Tellkamp in einer Rede dar, was ihn zum Schreiben motiviere:
„Mich interessieren Geschichten, sprich Handlungsverläufe, Seinszusammenhänge, beispielsweise die Geschichte eines Menschen, der sich vor ca. 25 Jahren engagiert hat in der Bürgerbewegung der DDR und der meinte, jetzt breche er zu neuen Ufern auf, jetzt dämmere die Sonne einer Freiheit im Kopf. […] Nun sehe ich diese Geschichte jedoch im Zusammenhang: Ich sehe sie bis heute, ich sehe denselben Mann, dieselbe Frau mit ihrem Engagement irgendwo in der zweiten Reihe, in der Politik versandet, die Ideale gebrochen, das Programm heißt Desillusionierung, und die Freiheit ist nicht die, von der man träumte, sondern man erwachte in Nordrhein-Westfalen, um ein vielzitiertes Wort zu wiederholen.
[2017] werden Helligkeits- und Dunkelheitskategorien vergeben. Wobei die Dunkelheit interessanterweise im Osten verortet wird. Und es werden Verbiegungen, Mechanismen, Talkshows mit Ein- und Ausladungspolitiken betrieben, die mich erschüttern und die diese Figur erschüttern, über die ich schreibe, weil sie sie an die Zeit vor 30 Jahren erinnern. Und diese Figur fragt sich, ob man mittlerweile in einer DDR 2.0 lebt – und wenn ja, warum.“

### Tellkamps Arbeitsweise
Bei Autorenlesungen trägt Tellkamp in unregelmäßigen Abständen Auszüge aus noch unveröffentlichten umfassenden Werken vor, die teilweise auch als Auszüge veröffentlicht werden. Beispiele dafür sind sein Langgedicht Nautilus in der Tradition Homers, aber auch die Romane Der Schlaf in den Uhren und Der Turm. Tellkamp verändert dabei oft Kleinigkeiten (indem er beispielsweise den aus dem Romanauszug Der Schlaf in den Uhren bekannten „Niklas Buchmeister“ während der Arbeit an dem Roman Der Turm in „Niklas Tietze“ umbenennt).
Uwe Tellkamp selbst beschreibt in der Zeitschrift Bella triste sein literarisches Schaffen mit den Worten: „Der moderne Dichter, wie ich ihn verstehe, ist wie der Dom-Baumeister; er ist damit, wie diejenigen, die sich aufmachten, Kap Hoorn zu umsegeln oder einen Seeweg nach Indien zu finden, zwangsläufig pathetisch – was er in Kauf nehmen kann, wenn es ihm gelingt, die grundlegenden menschlichen Empfindungen wieder zu gestalten.“
In einem Interview mit dem Oberpfalznetz charakterisiert Tellkamp sein Schreiben als einen „Versuch, Heimat wiederzugewinnen“, die durch den Ablauf der Zeit verloren gegangen sei. Damit stellt er sich in die Tradition von Marcel Proust (Auf der Suche nach der verlorenen Zeit).
Tellkamp schreibt Manuskripte mit Füller und Schreibmaschine.

## Rezeption

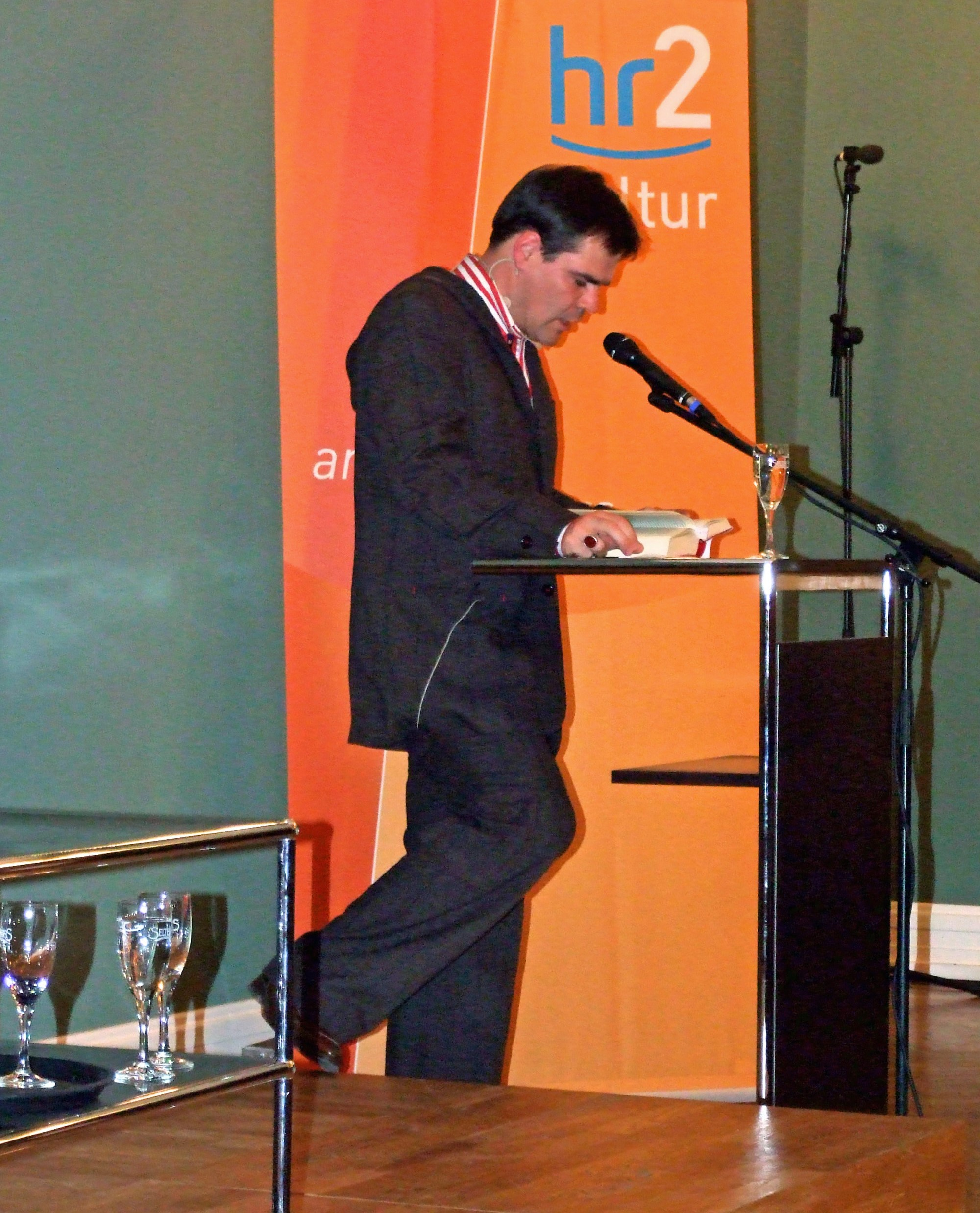
Uwe Tellkamp (2008)

Tellkamps erster Roman Der Hecht, die Träume und das Portugiesische Café (2000) stieß beim Publikum nur auf geringes Interesse. Der Roman wurde im Juni 2009 gegen den erklärten Willen des Autors wieder aufgelegt. Eine Taschenbuchausgabe erschien im November 2009.
Für einen Auszug aus dem zu diesem Zeitpunkt noch unvollendeten Roman Der Schlaf in den Uhren erhielt Tellkamp 2004 den Ingeborg-Bachmann-Preis. Die Jury zeigte sich begeistert von diesem Auszug. Die zahlreichen Feuilleton-Artikel vom 28. Juni 2004 über die Preisverleihung zeigen ein uneinheitliches Bild, ebenso die später verfassten Rezensionen. Gelobt wurde vor allem die virtuose Sprachbeherrschung Tellkamps, kritisiert wurde hingegen, dass der Auszug schwer verständlich und dass der Auftritt Tellkamps in Klagenfurt auf die Mentalität der Jury zugeschnitten gewesen sei.
Tellkamps 2005 veröffentlichter Roman Der Eisvogel polarisierte das Feuilleton. In einem „Neues Deutschland“ betitelten Feuilletonbeitrag zum Beispiel warf Volker Weidermann in der Frankfurter Allgemeinen Sonntagszeitung vom 10. April 2005 Tellkamp vor, er zeige in seinem Roman nicht genügend Distanz zu den Protagonisten, die für eine Konservative Revolution eintreten und die Demokratie ablehnen. Aus der Sicht des März 2018 fragte Thomas Assheuer rhetorisch: „Hat Uwe Tellkamp in seinem Roman Der Eisvogel den Neuen Rechten Köder ausgelegt?“ Ijoma Mangold von der Süddeutschen Zeitung hielt 2005 den Eisvogel für einen gelungenen „politischen Zeitroman“, der das Thema Terrorismus aufgreife. Auf die Frage, ob er ein „rechter Schriftsteller“ sei, antwortete Uwe Tellkamp 2005 in einem Interview mit Daniela Weiland mit „Nein“. „Mit wenigen Ausnahmen, finde ich, hat die Kritik vor dem Buch versagt“, sagt Tellkamp in diesem Zusammenhang. Das Werk sei von der Literaturkritik als politisches Pamphlet und nicht als Roman gelesen worden.
Elmar Krekeler schrieb 2004 über Tellkamps politische Haltung: „Er ist immunisiert gegen Ostalgie und frei von überflüssiger Euphorie über das wiedervereinigte Deutschland“. Krekeler bescheinigte dem Autor einen Hang zur „Hermetik“, d. h. zu Aussagen, die nicht gänzlich dechiffriert werden können. Diesen Hang erklärt Krekeler durch einen doppelten Ausschluss Tellkamps von der ihn umgebenden Welt: erstens die zwangsweise Trennung des DDR-Bürgers durch Mauer und Stacheldraht vom Westen und zweitens die freiwillige Absonderung des Angehörigen des Bildungsbürgertums, das in Ostdeutschland auf eine im Westen oft als „museal“ empfundene Weise erhalten geblieben sei, von der Gesellschaft der DDR. Dadurch stehe, so Krekeler 2004, Tellkamp seinen Kollegen im ehemaligen Ostblock geistig näher als seinen deutschsprachigen Kollegen in den alten Bundesländern, in Österreich und der Schweiz.
Ausführlich äußerte sich Uwe Tellkamp selbst über seine Meinung zur jüngsten deutschen Geschichte in einem Interview, das vom „Bund Deutscher Chirurgen“ am 1. Oktober 2009 veröffentlicht wurde und in dem er vor allem nach Bezügen in seinem Roman zur damaligen DDR gefragt wurde.

## Standpunkte
Tellkamp steht seit längerer Zeit in der Kritik, extrem rechte Positionen zu vertreten.
Im Umfeld der Frankfurter Buchmesse 2017 gehörte Tellkamp zu den 32 Erstunterzeichnern der „Charta 2017“, einer Online-Petition der Dresdner Buchhändlerin Susanne Dagen. Sie richtete sich gegen die Ausgrenzung der rechten Verlage Antaios, Manuscriptum und Tumult auf der Messe.
Vor der Leipziger Buchmesse 2018 sorgten Äußerungen Tellkamps bei einer öffentlichen Diskussion mit Durs Grünbein zur „Meinungsfreiheit in der Demokratie“ im Dresdner Kulturpalast für Aufsehen. Zur Flüchtlingskrise in Deutschland ab 2015 sagte er unter anderem: „Die meisten fliehen nicht vor Krieg und Verfolgung, sondern kommen her, um in die Sozialsysteme einzuwandern, über 95 Prozent.“ In Deutschland gebe es einen „Gesinnungskorridor zwischen gewünschter und geduldeter Meinung“. Seine Meinung sei „geduldet, erwünscht ist sie nicht.“ Der Suhrkamp Verlag distanzierte sich auf Twitter von diesen Aussagen. Diese lösten eine umfangreiche Debatte in Feuilletons und sozialen Medien aus.
Norbert Gstrein sieht einen möglichen „Kollateralschaden“ der Dresdener Veranstaltung darin, dass „das literarische Sprechen da buchstäblich unter die Räder gekommen ist“, das heißt,  dass Aussagen Tellkamps in literarischen Werken nicht mehr unbefangen gelesen werden könnten.
Tellkamp äußerte sich zunächst nicht zu der Debatte, gehörte dann aber zu den Erstunterzeichnern einer von Vera Lengsfeld initiierten „Gemeinsamen Erklärung 2018“ vom 15. März 2018, in der es heißt: „Mit wachsendem Befremden beobachten wir, wie Deutschland durch die illegale Masseneinwanderung beschädigt wird. Wir solidarisieren uns mit denjenigen, die friedlich dafür demonstrieren, dass die rechtsstaatliche Ordnung an den Grenzen unseres Landes wiederhergestellt wird.“ Neben ihm unterzeichneten Konservative und Neurechte die Erklärung, darunter Henryk M. Broder, Eva Herman, Matthias Matussek, Thilo Sarrazin, Jörg Friedrich, Uwe Steimle, Karlheinz Weißmann und Martin Lichtmesz. Der neurechte Verleger Götz Kubitschek begrüßte sie. Der Verband deutscher Schriftstellerinnen und Schriftsteller (VS) verurteilte die Erklärung und wies darauf hin, dass es „kein einziges Problem“ löse, „die Schwächsten … zu Sündenböcken“ zu machen. Tellkamp gehörte 2020 zu den Erstunterzeichnern des Appells für freie Debattenräume.
Im August 2022 stellte Tellkamp gemeinsam mit Thilo Sarrazin dessen neues Buch Die Vernunft und ihre Feinde vor.
Im Dezember 2022, kurz nachdem bekannt geworden war, dass eine Gruppierung aus Rechtsextremisten und Reichsbürgern der Patriotischen Union einen gewaltsamen Sturz der deutschen Regierung vorbereitet hatte, bezweifelte er bei einem Podiumsgespräch mit dem sächsischen Ministerpräsidenten Michael Kretschmer die Umsturzpläne und erklärte, „viele Menschen“ fragten sich bei der Berichterstattung: „Was wollen die uns hier für einen Bären aufbinden?“ Er verglich die Gruppierung stattdessen mit Klimaschutz-Aktivisten, denen er vorwarf, „öffentlich die Abschaffung des Staatssystems“ zu fordern, und erklärte, diese würden nicht so angegriffen werden wie die Patriotische Union, sondern vielmehr in Talkshows eingeladen und medial begrüßt. Auch Medien gegenüber äußerte er sich ablehnend. In den Kreisen, in denen er verkehre, da informiere man sich nicht in Zeitungen. Wer in Dresden darüber Bescheid wissen wolle, was Sache sei, der frage stattdessen Personen wie etwa Rettungssanitäter, Polizisten oder Kriminalisten. Auch die Wissenschaft sei nicht ausgewogen. Darüber hinaus kritisierte er die Corona-Politik, die als angeblich wissenschaftlich gegeben akzeptiert werde.
Als am 3. März 2023 in einer Podiumsdiskussion in der Dresdner Frauenkirche Lukas Rietzschel geltend machte, es sei eine „unumstößliche Wahrheit“, dass es einen menschengemachten Klimawandel gebe, erwiderte Tellkamp, dass in der DDR der wissenschaftliche Sozialismus, auf den sich heute kaum noch jemand berufe, als „unumstößliche Wahrheit“ gegolten habe. Talkshows zum Klimawandel könne er nur ernst nehmen, wenn an diesen ebenso viele Anhänger der Theorie vom Klimawandel teilnähmen wie Gegner (False Balance).

## Preise und Ehrungen

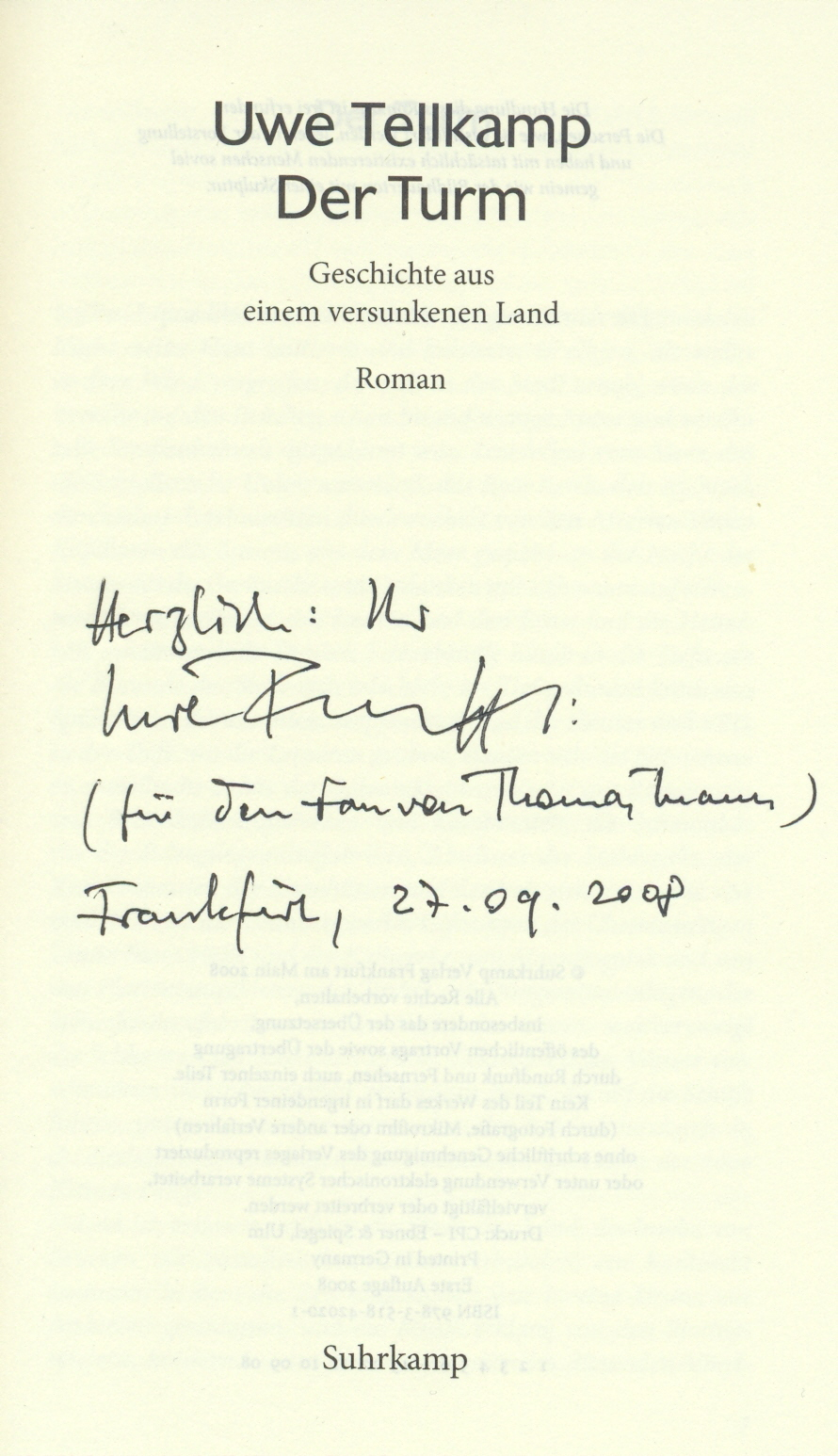
Autograph

- 2002: 2. Förderpreis zum Lyrikpreis Meran
- 2002: Sächsisches Stipendium für Literatur
- 2003: Förderpreis zum Christine-Lavant-Lyrikpreis
- 2004: Dresdner Lyrikpreis
- 2004: Ingeborg-Bachmann-Preis
- 2008: Uwe-Johnson-Preis
- 2008: Deutscher Buchpreis
- 2009: Literaturpreis der Konrad-Adenauer-Stiftung
- 2009: Deutscher Nationalpreis
- 2017: Kulturpreis der deutschen Freimaurer

## Publikationen
Romane und Erzählungen
- Der Hecht, die Träume und das Portugiesische Café. Roman. Verlag Faber & Faber, Leipzig 2000, ISBN 3-86730-101-8.
  - Uwe Tellkamps Romandebüt: Als der Turm noch ein Türmchen war. Rezension von Volker Weidermann in der Frankfurter Allgemeine Zeitung. 25. Juni 2009.
- Der Eisvogel. Roman. Rowohlt, Berlin 2005, ISBN 3-87134-522-9.
- Der Turm. Geschichte aus einem versunkenen Land. Buchausgabe. Suhrkamp Verlag, Frankfurt am Main 2008, ISBN 978-3-518-42020-1. (Platz 1 der Spiegel-Bestsellerliste vom 27. Oktober bis zum 2. November 2008), CD. 2009, ISBN 978-3-86717-415-2.
- Die Schwebebahn: Dresdner Erkundungen. Mit Fotografien von Werner Lieberknecht. Insel Verlag, Berlin 2010, ISBN 978-3-458-17489-9.
- Die Carus-Sachen. Mit Illustrationen von Andreas Töpfer. Edition Eichthal, Eckernförde 2017, ISBN 978-3-9817066-3-5. (u.d.T. auch: Insel Verlag, Berlin 2018, (Insel-Bücherei 1450), ISBN 978-3-458-19460-6).
- Das Atelier. Erzählung. Edition BuchHaus Loschwitz, Dresden 2020, ISBN 978-3-9820131-8-3.
- Der Schlaf in den Uhren. Archipelagus I. Roman. Suhrkamp, Berlin 2022, ISBN 978-3-518-43100-9.

Weitere literarische Arbeiten
- Satirische Texte im Eulenspiegel
- Märchen von den Scherenschnitten. Frau Zwirnevaden, die Zeit und der 13. Februar 1945. In: Die Welt. 2. Februar 2005 welt.de
- Projekt Nautilus: Auszüge aus dem Abschnitt Der Falter sind bereits veröffentlicht, und zwar Schwebeteppich partitur (in: Lose Blätter. Heft 27, 2004, S. 765 ff.), Falter (in: Lose Blätter. Heft 34, 2005, S. 1010–1013) sowie Lumen. Orphisch (in: Orpheus versammelt die Geister, Anthologie, Dresden, 2005, S. 50 ff.)
- Der Schlaf in den Uhren. (Auszug aus dem geplanten gleichnamigen Roman) 2004.
- Fußballgedicht Bollywood Kohinoor, TV-Moderatorin, Sportkanal (in: Die Zeit. Ausgabe 45/2005 vom 2. November 2005).
- Schwarzgelb. Beitrag zum 800. Geburtstag der Stadt Dresden, gesendet von MDR Figaro am 31. März 2006 schwarzgelb von Uwe Tellkamp (Memento vom 14. März 2010 im Internet Archive).
- Bei Gewitterlicht und Traum. Notizen zur Lyrik heute. Bearbeiteter Auszug aus der Münchener Rede zur Poesie, in: Bella triste Nr. 17, Hildesheim 2007.
- Autobiographische Erzählung Lichtmaschinen. In: Renatus Deckert (Hrsg.): Die Nacht, in der die Mauer fiel. Schriftsteller erzählen vom 9. November 1989. Suhrkamp Verlag, Frankfurt 2009, S. 61–72.
- Reise zur blauen Stadt. Insel Verlag, Frankfurt am Main und Leipzig 2009 (Insel-Bücherei 1323), ISBN 3-458-19323-5.
- Die Uhr. Edition Eichthal, Eckernförde 2010, ISBN 978-3-9811115-3-8.

Sachtexte
- Abenteuer in Digedanien. In: Märkische Allgemeine. 14. Mai 2005 web.archive.org
- Die deutsche Frage der Literatur. In: Frankfurter Allgemeine Zeitung. 16. August 2007 Debatte: Die deutsche Frage der Literatur: Was war die DDR?
- Die Kunst der Muße. In: „Freitagskolumne“ von MDR Figaro. 20. Juli 2007.
- Die Sandwirtschaft. Anmerkungen zu Schrift und Zeit. Suhrkamp, 2009, ISBN 978-3-518-06999-8.
- Ein Turm namens Kohl. Schriftsteller Uwe Tellkamp zum 80. Geburtstag des Altkanzlers. Bild. 3. April 2010 bild.de

Interviews und Diskussionsbeiträge
- Michael Braun, Gespräch mit Uwe Tellkamp. In: Sinn und Form, Heft 4/2009, S. 505–512.
- Dagmar Borrmann: Atlantis. Geschichten Interview mit Uwe Tellkamp zur Aufführung „Der Turm“ am Hessischen Staatstheater Wiesbaden. In: suhrkamp.de
- So eine Spirale willst du auch einmal schreiben. In: Frankfurter Rundschau. 7. Juli 2004 (Interviewer: Michael Braun).
- Die Jungen müssen wieder fighten. In: Die Welt. 13. August 2004 (Interviewer: Elmar Krekeler).
- Meine Heimat ist ein Schiff aus Papier. In: Oberpfalznetz. Medienhaus Der neue Tag. 1. April 2006 (Interviewer: Stefan Voit).
- „Vielleicht bin ich ein giftiger Lurch“. Der Schriftsteller Uwe Tellkamp über das DDR-Bürgertum, den Arztberuf und sein Problem mit der Ironie. In: Der Tagesspiegel. 13. Oktober 2008 (Interviewer: Gerrit Bartels).
- Ein großes Panorama. 21. Februar 2013, archiviert vom Original am 21. Februar 2013.
- Unter allen Utopien lag eine Uhr. Interview. In: Bella triste. Nr. 20, Hildesheim 2008.
- »Wofür ihn alle halten, das wird er«. Ein Gespräch mit Uwe Tellkamp. In: Spiel, Satz und Sieg: Zehn Jahre Deutscher Buchpreis. Hrsg. von Ingo Irsigler und Gerrit Lembke. Berlin 2014, S. 105–118.

Audio- und audiovisuelle Dokumente
- Uwe Tellkamp im Gespräch über „Der Turm“.[48]
- Im Gespräch: Uwe Tellkamp. Sendung des Bayerischen Rundfunks (Interview mit Daniela Weiland) vom 30. April 2005 (29 Minuten). BR-online (Memento vom 7. März 2009 im Internet Archive)
- Die große Unsicherheit. Video-Interview (3 Minuten) vom Prosonova-Festival 2008 zeit.de
- Buchpreisträger Tellkamp im Interview: Es ist nicht nur mein Preis. Frankfurter Allgemeine Zeitung vom 14. Oktober 2008 (3:38 Minuten) Buchpreisträger Tellkamp im Interview  Es ist nicht nur mein Preis. (PDF) FAZ, 14. Oktober 2008, archiviert vom Original (nicht mehr online verfügbar) am 7. März 2016.
- Susanne Lenz: Uwe Tellkamp: „Ich will nicht als rechtes Arschloch hingestellt werden“. berliner-zeitung.de. 11. Mai 2022.

Darin eingebettet die Verfilmung der Podiumsdiskussion mit Uwe Tellkamp und Durs Grünbein am 8. März 2018 im Kulturpalast Dresden (119 min)
- Cornelia Geißler: Uwe Tellkamp: Natürlich kannst du alles sagen, musst nur die Konsequenzen tragen. berliner-zeitung.de. 3. März 2023.

Darin eingebettet die Verfilmung der Podiumsdiskussion mit Uwe Tellkamp und Lukas Rietzschel in der Dresdner Frauenkirche (106 min)

## Dokumentarfilm
- Andreas Gräfenstein: Der Fall Tellkamp in der ZDF-Mediathek. Dokumentarfilm, 2022 (88 Min.), abrufbar bis 18. Mai 2027.